# 16e cérémonie des Teen Choice Awards
La 16e cérémonie des Teen Choice Awards a eu lieu le 10 août 2014 au Shrine Auditorium de Los Angeles et retransmise sur la chaîne FOX.
Cette cérémonie a été présentée par Tyler Posey et Sarah Hyland.
Les premiers nommés ont été annoncés le 17 juin 2014.
La deuxième vague de nommés a été annoncée le 17 juillet 2014.
La troisième et dernière vague de nommés révélant la catégorie web a été dévoilée le 1er août 2014.
Les votants sont des adolescents de 13 à 19 ans. Les votes se terminent le samedi 9 août 2014 à 23:59 PT.
La cérémonie devait initialement se dérouler au Pauley Pavilion de Los Angeles, mais à la suite d'une explosion de canalisation sur Sunset Boulevard le 29 juillet 2014, l'établissement a subi de lourds dégâts, obligeant les producteurs à déplacer la cérémonie au Shrine Auditorium.

## Remettants
- Keegan Allen
- Jake T. Austin
- The Band Perry
- Big Show
- Tyler Blackburn
- Jamie Blackley
- Cameron Dallas
- Nina Dobrev
- Hilary Duff
- Ansel Elgort
- Fifth Harmony
- Paul Wesley
- Megan Fox
- Smosh
- Ariana Grande
- Lucy Hale
- Ian Harding
- Kevin Hart
- Colton Haynes
- Josh Hutcherson
- Kendall Jenner
- Victoria Justice
- Jennifer Lopez
- Kim Kardashian
- Collins Key
- Kellan Lutz
- Laura Marano
- Vanessa Marano
- Lea Michele
- MKTO
- Chloë Grace Moretz
- Odeya Rush
- Cody Simpson
- Ian Somerhalder
- Hailee Steinfeld
- Gregg Sulkin
- Taylor Swift
- Bella Thorne
- Brenton Thwaites
- Nat Wolff
- Zendaya

## Programme musical
- Jason Derulo - "Wiggle et Talk Dirty"
- Rixton - "Me and My Broken Heart"
- Magic! - "Rude"
- Demi Lovato & Cher Lloyd - "Really Don't Care"
- Becky G - "Shower"

## Palmarès
Les lauréats sont indiqués ci-dessous dans chaque catégorie et en caractères gras.

### Cinéma
| Film : Action | Acteur : Action | Actrice : Action |
| --- | --- | --- |
| - Divergente - Edge of Tomorrow - Godzilla - Maléfique - The Mortal Instruments : La Cité des ténèbres | - Jamie Campbell Bower dans The Mortal Instruments : La Cité des ténèbres - Tom Cruise dans Edge of Tomorrow - Theo James dans Divergente'' - Kellan Lutz dans La Légende d'Hercule - Mark Wahlberg dans Du sang et des larmes | - Emily Blunt dans Edge of Tomorrow - Lily Collins dans The Mortal Instruments : La Cité des ténèbres - Elle Fanning dans Maléfique - Angelina Jolie dans Maléfique - Shailene Woodley dans Divergente |
| Film : Dramatique | Acteur : Dramatique | Actrice : Dramatique |
| - American Bluff - Heaven Is for Real - Million Dollar Arm - Nos étoiles contraires - Veronica Mars | - Bradley Cooper dans American Bluff - Russell Crowe dans Noé - Jason Dohring dans Veronica Mars - Ansel Elgort dans Nos étoiles contraires - Jon Hamm dans Million Dollar Arm | - Kristen Bell dans Veronica Mars - Sandra Bullock dans Gravity - Jennifer Lawrence dans American Bluff - Emma Watson dans Noé - Shailene Woodley dans Nos étoiles contraires |
| Film : Science-fiction ou Fantastique | Acteur : Science-fiction ou Fantastique | Actrice : Science-fiction ou Fantastique |
| - The Amazing Spider-Man : Le Destin d'un héros (The Amazing Spider-Man 2) - Captain America : Le Soldat de l'hiver - Hunger Games : L'Embrasement - Thor : Le Monde des ténèbres - X-Men: Days of Future Past | - Josh Hutcherson dans Hunger Games : L'Embrasement - Andrew Garfield pour le rôle de Peter Parker / Spider-Man dans The Amazing Spider-Man : Le Destin d'un héros (The Amazing Spider-Man 2) - Chris Evans, Captain America : Le Soldat de l'hiver - Chris Hemsworth dans Thor : Le Monde des ténèbres - Liam Hemsworth dans Hunger Games : L'Embrasement                                                    | - Jennifer Lawrence dans Hunger Games : L'Embrasement et X-Men: Days of Future Past - Emma Stone pour le rôle de Gwen Stacy dans The Amazing Spider-Man : Le Destin d'un héros (The Amazing Spider-Man 2) - Halle Berry dans X-Men: Days of Future Past - Natalie Portman dans Thor : Le Monde des ténèbres - Scarlett Johansson dans Captain America : Le Soldat de l'hiver |
| Film : Comédie | Acteur : Comédie | Actrice : Comédie |
| - Légendes vivantes - Famille recomposée - Triple alliance - Mise à l'épreuve - Vampire Academy | - Will Ferrell dans Légendes vivantes - Kevin Hart dans Mise à l'épreuve - Ice Cube dans Mise à l'épreuve - Johnny Knoxville dans Jackass Presents: Bad Grandpa - Adam Sandler dans Famille recomposée | - Christina Applegate dans Légendes vivantes - Drew Barrymore dans Famille recomposée - Zoey Deutch dans Vampire Academy - Cameron Diaz dans Triple alliance - Emma Roberts dans Les Miller, une famille en herbe |
| Meilleur Vilain / Meilleur méchant | Meilleur Voleur | Révélation |
| - Michael Fassbender dans X-Men: Days of Future Past - Jamie Foxx pour le rôle de Max Dillon / Electro dans The Amazing Spider-Man : Le Destin d'un héros (The Amazing Spider-Man 2) - Kelsey Grammer dans Transformers : L'Âge de l'extinction - Kate Winslet dans Divergente - Donald Sutherland dans Hunger Games : L'Embrasement | - Sam Claflin dans Hunger Games : L'Embrasement - Nicholas Hoult dans X-Men: Days of Future Past - Anthony Mackie dans Captain America : Le Soldat de l'hiver - Elliot Page dans X-Men: Days of Future Past - Nat Wolff dans Nos étoiles contraires | - Ansel Elgort dans Divergente et Nos étoiles contraires - Theo James dans Divergente - Elizabeth Olsen dans Godzilla - Nicola Peltz dans Transformers : L'Âge de l'extinction - Wyatt Russell dans 22 Jump Street |
| Meilleure alchimie | Meilleur baiser | Meilleure crise de colère |
| - Cameron Diaz, Leslie Mann et Kate Upton dans Triple alliance - Ansel Elgort, Nat Wolff et Shailene Woodley dans Nos étoiles contraires - Chris Evans et Anthony Mackie dans Captain America : Le Soldat de l'hiver - Ice Cube et Kevin Hart dans Mise à l'épreuve - Jonah Hill et Channing Tatum dans 22 Jump Street               | - Nos étoiles contraires – Shailene Woodley et Ansel Elgort - Captain America : Le Soldat de l'hiver – Scarlett Johansson et Chris Evans - Hunger Games : L'Embrasement – Jennifer Lawrence et Josh Hutcherson - Les Miller, une famille en herbe – Emma Roberts, Jennifer Aniston et Will Poulter - The Amazing Spider-Man : Le Destin d'un héros (The Amazing Spider-Man 2) – Emma Stone et Andrew Garfield | - Godzilla dans Godzilla - Kevin Hart dans Mise à l'épreuve - Jonah Hill dans 22 Jump Street - Ice Cube dans 22 Jump Street - Jason Sudeikis dans Les Miller, une famille en herbe |
| Film de l'été | Acteur/Actrice de l'été | Meilleur scène de combat |
| - 22 Jump Street - La Planète des singes : L'Affrontement - Écho - Hercules - Think Like a Man Too - Transformers : L'Âge de l'extinction | - Jonah Hill dans 22 Jump Street - Dwayne Johnson dans Hercules - Melissa McCarthy dans Tammy - Channing Tatum dans 22 Jump Street - Mark Wahlberg dans Transformers : L'Âge de l'extinction | - Thor : Le Monde des ténèbres (Thor: The Dark World) – Chris Hemsworth et Christopher Eccleston (Thor Odinson contre Malekith le Maudit) |

### Télévision
| Série : Dramatique | Acteur : Dramatique | Actrice : Dramatique |
| --- | --- | --- |
| - Hart of Dixie - Pretty Little Liars - Switched - The Fosters - Twisted | - Avan Jogia dans Twisted - Ian Harding dans Pretty Little Liars - Jake T. Austin dans The Fosters - Keegan Allen dans Pretty Little Liars - Lucas Grabeel dans Switched            | - Troian Bellisario dans Pretty Little Liars - Rachel Bilson dans Hart of Dixie - Lucy Hale dans Pretty Little Liars - Maddie Hasson dans Twisted - Maia Mitchell dans The Fosters                |
| Série : Science-fiction ou Fantastique | Acteur : Science-fiction ou Fantastique | Actrice : Science-fiction ou Fantastique |
| - Arrow - Once Upon a Time - Sleepy Hollow - Teen Wolf - Vampire Diaries | - Ian Somerhalder dans Vampire Diaries - Joseph Morgan dans The Originals - Josh Dallas dans Once Upon a Time - Paul Wesley dans Vampire Diaries - Tyler Posey dans Teen Wolf       | - Claire Holt dans The Originals - Ginnifer Goodwin dans Once Upon a Time - Kat Graham dans Vampire Diaries - Kristin Kreuk dans Beauty & the Beast - Nina Dobrev dans Vampire Diaries            |
| Série : Comédie | Acteur : Comédie | Actrice : Comédie |
| - Austin & Ally - Glee - New Girl - Sam & Cat - The Big Bang Theory | - Andy Samberg dans Brooklyn Nine-Nine - Ashton Kutcher dans Two and a Half Men - Chord Overstreet dans Glee - Jim Parsons dans The Big Bang Theory - Ross Lynch dans Austin & Ally | - Debby Ryan dans Jessie - Kaley Cuoco dans The Big Bang Theory - Laura Marano dans Austin & Ally - Lea Michele dans Glee - Mindy Kaling dans The Mindy Project                                   |
| Dessin animé | Télé réalité | Télé réalité de compétition |
| - Adventure Time - Family Guy - Gravity Falls - Regular Show - Les Simpson | - Cosmos: A Spacetime Odyssey - Dance Moms - L'Incroyable Famille Kardashian - Real Husbands of Hollywood - WWE Total Divas                                                         | - American Idol - MasterChef Junior (en) - Survivor (en) - The Amazing Race - The Voice |
| Révélation (émission) | Révélation (acteur) | Révélation (actrice) |
| - Being Mary Jane - Chasing Life - Faking It - Reign - Sleepy Hollow | - Brett Dalton dans Agents of S.H.I.E.L.D. - Miguel Pinzon dans Mystery Girls - Richard Brancatisano dans Chasing Life - Toby Regbo dans Reign - Tom Mison dans Sleepy Hollow       | - Adelaide Kane dans Reign - Dove Cameron dans Liv et Maddie - Emily Bett Rickards dans Arrow - Nicole Beharie dans Sleepy Hollow - Sasha Pieterse dans Pretty Little Liars                       |
| Actrice : Voleuse | Acteur : Voleur | Personnage de Télé réalité (féminin) |
| - Sarah Hyland dans Modern Family - Candice Accola dans Vampire Diaries - Eden Sher dans The Middle - Naya Rivera dans Glee - Mayim Bialik dans The Big Bang Theory           | - Adam DeVine dans Modern Family - Darren Criss dans Glee - Michael Trevino dans Vampire Diaries - Tahj Mowry dans Baby Daddy - Tyler Hoechlin dans Teen Wolf                       | - Abby Lee Miller dans Dance Moms - Cat Deeley dans So You Think You Can Dance - Jennifer Lopez dans American Idol - Shakira dans The Voice - Les Kardashian dans L'Incroyable Famille Kardashian |
| Personnage de Télé réalité (masculin) | Acteur/Actrice : Vilain(e) | |
| - Adam Levine dans The Voice - Nev Schulman & Max Joseph dans Catfish - Nick Cannon dans America's Got Talent - Rob Dyrdek dans Ridiculous - Ryan Seacrest dans American Idol | - Dylan O'Brien dans Teen Wolf - Jane Lynch dans Glee - Janel Parrish dans Pretty Little Liars - Paul Wesley dans Vampire Diaries - Robbie Kay dans Once Upon a Time                | |

### Musique
| Artiste Masculin | Artiste Féminin | Groupe |
| --- | --- | --- |
| - Jason Derulo - Pharrell Williams - Pitbull - Austin Mahone - Ed Sheeran - Justin Timberlake                                                                            | - Beyoncé - Miley Cyrus - Ariana Grande - Lorde - Katy Perry - Taylor Swift | - 5 Seconds of Summer - Fifth Harmony - One Direction - R5 - Rixton |
| Artiste EDM (electronic dance music) | Artiste R&B/Hip-Hop | Groupe Rock |
| - Martin Garrix - Calvin Harris - Kaskade - Skrillex - Zedd | - Iggy Azalea - Eminem - John Legend - Nicki Minaj - Justin Timberlake | - Coldplay - Imagine Dragons - OneRepublic - Paramore - The Black Keys |
| Artiste Country (masculin) | Artiste Country (féminine) | Groupe Country |
| - Luke Bryan - Hunter Hayes - Jake Owen - Blake Shelton - Keith Urban | - Jana Kramer - Kacey Musgraves - Miranda Lambert - Taylor Swift - Carrie Underwood | - Florida Georgia Line - Lady Antebellum - Parmalee (en) - The Band Perry - Zac Brown Band |
| Révélation (groupe) | Révélation (artiste) | Révélation (chanson) |
| - The Vamps - Fifth Harmony - MKTO - Rixton - 5 Seconds of Summer | - Becky G - Austin Mahone - Rita Ora - Cody Simpson - Zendaya | - "Amnesia"- 5 Seconds of Summer - "Break Free"- Ariana Grande Feat Zedd - "Miss Movin' On"- Fifth Harmony - "Really Don't Care"- Demi Lovato Feat Cher Lloyd - "Story of My Life"- One Direction |
| Chanson d'amour | Chanson EDM (electronic dance music) | Chanson Rock |
| - "All of Me"- John Legend - "Boom Clap"- Charli XCX - "Not a Bad Thing"- Justin Timberlake - "Somebody To You"- The Vamps Feat Demi Lovato - "You and I"- One Direction | - "#Selfie"- The Chainsmokers - "Animals"- Martin Garrix - "Latch"- Disclosure Feat Sam Smith - "Summer"- Calvin Harris - "Wake Me Up"- Avicii                                                                      | - "Ain't It Fun"- Paramore - "Love Runs Out"- OneRepublic - "Maps"- Maroon 5 - "Pompeii"- Bastille - "Top of The World"- Imagine Dragons                                                          |
| Chanson R&B/Hip-Hop | Chanson (Groupe) | Chanson (Artiste masculin) |
| - "All Of Me"- John Legend - "Fancy"- Iggy Azalea Feat Charli XCX - "Na Na"- Trey Songz - "Pills N Potions"- Nicki Minaj - "Turn Down For What"- DJ Snake & Lil Jon      | - "Story of My Life"- One Direction - "Me and My Broken Heart"- Rixton - "Rude"- Magic! - "She Looks So Perfect"- 5 Seconds of Summer - "Bo$$"- Fifth Harmony                                                       | - "Happy"- Pharrell Williams - "Mmm Yeah"- Austin Mahone Feat Pitbull - "Sing"- Ed Sheeran - "Stay With Me"- Sam Smith - "Talk Dirty" - Jason Derulo Feat 2 Chainz                                |
| Chanson (Artiste féminine) | Chanson Country | |
| - "Dark Horse" - Katy Perry Feat Juicy J - "Fancy"- Iggy Azalea Feat Charli XCX - "Let It Go"- Idina Menzel - "Problem"- Ariana Grande Feat Iggy Azalea - "Team"- Lorde  | - "Bartender"- Lady Antebellum - "Beachin'" - Jake Owen - "Play It Again"- Luke Bryan - "Somethin' Bad"- Miranda Lambert en duo avec Carrie Underwood - "This is How We Roll"- Florida Georgia Line Feat Luke Bryan | |

### Fashion
| Le plus Hot ∗                                                                                 | La plus Hot ∗                                                                      | Style "Bonbon"                                                          |
| --------------------------------------------------------------------------------------------- | ---------------------------------------------------------------------------------- | ----------------------------------------------------------------------- |
| - Austin Mahone - Ian Somerhalder - Liam Hemsworth - One Direction - Ryan Gosling - Zac Efron | - Ariana Grande - Bella Thorne - Beyoncé - Kendall Jenner - Rihanna - Selena Gomez | - Ashley Benson - Emma Roberts - Iggy Azalea - Kendall Jenner - Zendaya |

∗ Également dans la catégorie "Autre"

### Choix de l'été
| Concert de l'été | Groupe de musique de l'été | Artiste masculin de l'été |
| --- | --- | --- |
| - Beyonce et Jay-Z - On the Run Tour - Justin Timberlake - The 20/20 Experience World Tour - Katy Perry - Prismatic World Tour - Luke Bryan - That's My Kind of Night Tour - One Direction' - Where We Are Tour | - 5 Seconds of Summer - Fifth Harmony - Florida Georgia Line - Magic! - Rixton                                                                                                | - Jason Derulo - John Legend - Luke Bryan - Pharrell Williams - Sam Smith |
| Artiste féminine de l'été | Meilleure chanson de l'été | Meilleure actrice de séries de l'été |
| - Ariana Grande - Becky G - Demi Lovato - Iggy Azalea - Nicki Minaj | - "Fancy"- Iggy Azalea Feat Charli XCX - "Really Don't Care"- Demi Lovato Feat Cher Lloyd - "Rude"- Magic! - "Summer"- Calvin Harris - "Wiggle"- Jason Derulo Feat Snoop Dogg | - Ashley Benson dans Pretty Little Liars - Cierra Ramirez dans The Fosters - Emily Osment dans Young & Hungry - Italia Ricci dans Chasing Life - Shay Mitchell dans Pretty Little Liars      |
| Meilleur acteur de séries de l'été | Meilleure émission de l'été | Meilleur acteur/actrice de film de l'été |
| - David Lambert dans The Fosters - Jean-Luc Bilodeau dans Baby Daddy - Mike Vogel dans Under The Dome - Tyler Blackburn dans Pretty Little Liars - Tyler Posey dans Teen Wolf                                   | - Baby Daddy - Girl Meets World - So You Think You Can Dance - Under The Dome - Wipeout - Young & Hungry                                                                      | - Channing Tatum dans 22 Jump Street - Dwayne Johnson dans Hercules - Jonah Hill dans 22 Jump Street - Mark Wahlberg dans Transformers : L'Âge de l'extinction - Melissa McCarthy dans Tammy |
| Meilleur film de l'été | | |
| - 22 Jump Street - La Planète des singes : L'Affrontement - Écho - Hercules - Think Like a Man Too - Transformers : L'Âge de l'extinction                                                                       | | |

### Autre
| Le plus Hot ∗                                                                                 | La plus Hot ∗                                                                      | Comédien(ne)                                                               | Plus beau sourire                                                          |
| --------------------------------------------------------------------------------------------- | ---------------------------------------------------------------------------------- | -------------------------------------------------------------------------- | -------------------------------------------------------------------------- |
| - Austin Mahone - Ian Somerhalder - Liam Hemsworth - One Direction - Ryan Gosling - Zac Efron | - Ariana Grande - Bella Thorne - Beyoncé - Kendall Jenner - Rihanna - Selena Gomez | - Andy Samberg - Jimmy Fallon - Kenan Thompson - Kevin Hart - Mindy Kaling | - Austin Mahone - Demi Lovato - Harry Styles - Selena Gomez - Taylor Swift |

∗ Également dans la catégorie "Fashion"

### Web
| Star (féminine) du web | Star (masculine) du web | Comédien(ne) du web |
| --- | --- | --- |
| - Grace Helbig - iJustine - Bethany Mota - Michelle Phan - Andrea Russett - Zoe Sugg ("Zoella") | - Cameron Dallas - Connor Franta - Joey Graceffa - Shawn Mendes - Tyler Oakley - Troye Sivan                                                          | - Colleen Ballinger ("Miranda Sings") - Hannah Hart - Jenn McAllister ("Jennxpenn") - Our2ndLife - Anthony Quintal ("Lohanthony") - Brittani Louise Taylor                             |
| Web star de la musique | Web star fashion | Meilleurs fans |
| - Boyce Avenue - Cimorelli - Christina Grimmie - Megan and Liz - Shawn Mendes - Lindsey Stirling | - Elle and Blaire Fowler - Bunny Meyer ("Grav3yardgirl") - Bethany Mota - Ingrid Nilsen (en) ("Missglamorazzi") - Michelle Phan - Zoe Sugg ("Zoella") | - Arianators (fans de Ariana Grande) - Directioners (fans des One Direction) - Harmonizers (fans des Fifth Harmony) - Lovatics (fans de Demi Lovato) - Swifties (fans de Taylor Swift) |
| Star du gaming sur le web | Roi des réseaux sociaux | Reine des réseaux sociaux |
| - Tiffany Garcia ("IHasCupquake") - Joey Graceffa - iJustine - PewDiePie - Toby Turner | - Justin Bieber - Ashton Kutcher - One Direction - Ian Somerhalder - Justin Timberlake                                                                | - Lady Gaga - Katy Perry - Rihanna - Britney Spears - Taylor Swift |
| Meilleur Tweets | Instagrammer | Viner |
| - Justin Bieber - Demi Lovato - One Direction - Katy Perry - Ian Somerhalder | - Justin Bieber - Miley Cyrus - Selena Gomez - Rihanna - Taylor Swift                                                                                 | - Cameron Dallas - Matt Espinosa - Jack and Jack - Shawn Mendes - Lele Pons |
| Collaboration web | | |
| - Danisnotonfire et AmazingPhil - The Photo Booth Challenge - Alfie Deyes ("Pointless Blog") et Ariana Grande - Ariana Does My Makeup - PrankvsPrank and Jack et Finn Harries ("Jacksgap") - Twin Teleport Prank - Anthony Quintal, Jack Baran, Andrew Lowe, Jenn McAllister et Rebecca - Black - Fab Five in Real Life - Troye Sivan' et Tyler Oakley - The "Boyfriend" Tag' | | |